# Dietlibc
dietlibcは GNU General Public License Version 2 でリリースされている標準Cライブラリの一種。Felix von Leitner がリンクしたときのプログラムのサイズをなるべく小さくすることを目的として開発した。dietlibc は何も参照せずに一から開発されたもので、重要でよく使われる関数を実装している。主に組み込みシステムで使われている。